# Kürschners Volkshandbuch
Kürschners Volkshandbuch (umgangssprachlich der Kürschner) enthält Kurzbiografien aller bei der letzten Bundestagswahl gewählten Abgeordneten, Grafiken zur Veranschaulichung der Gesetzgebung sowie Listen über die zur Wahl angetretenen Parteien. Wahlergebnisse und Statistiken über die Bundestagsabgeordneten kommen ergänzend hinzu. Der Kürschner erscheint drei Monate nach Beginn einer Legislaturperiode und wird danach etwa alle sechs Monate überarbeitet. Das Handbuch wird von der Neuen Darmstädter Verlagsanstalt herausgegeben und ist beim Deutschen Bundestag auch kostenlos erhältlich.

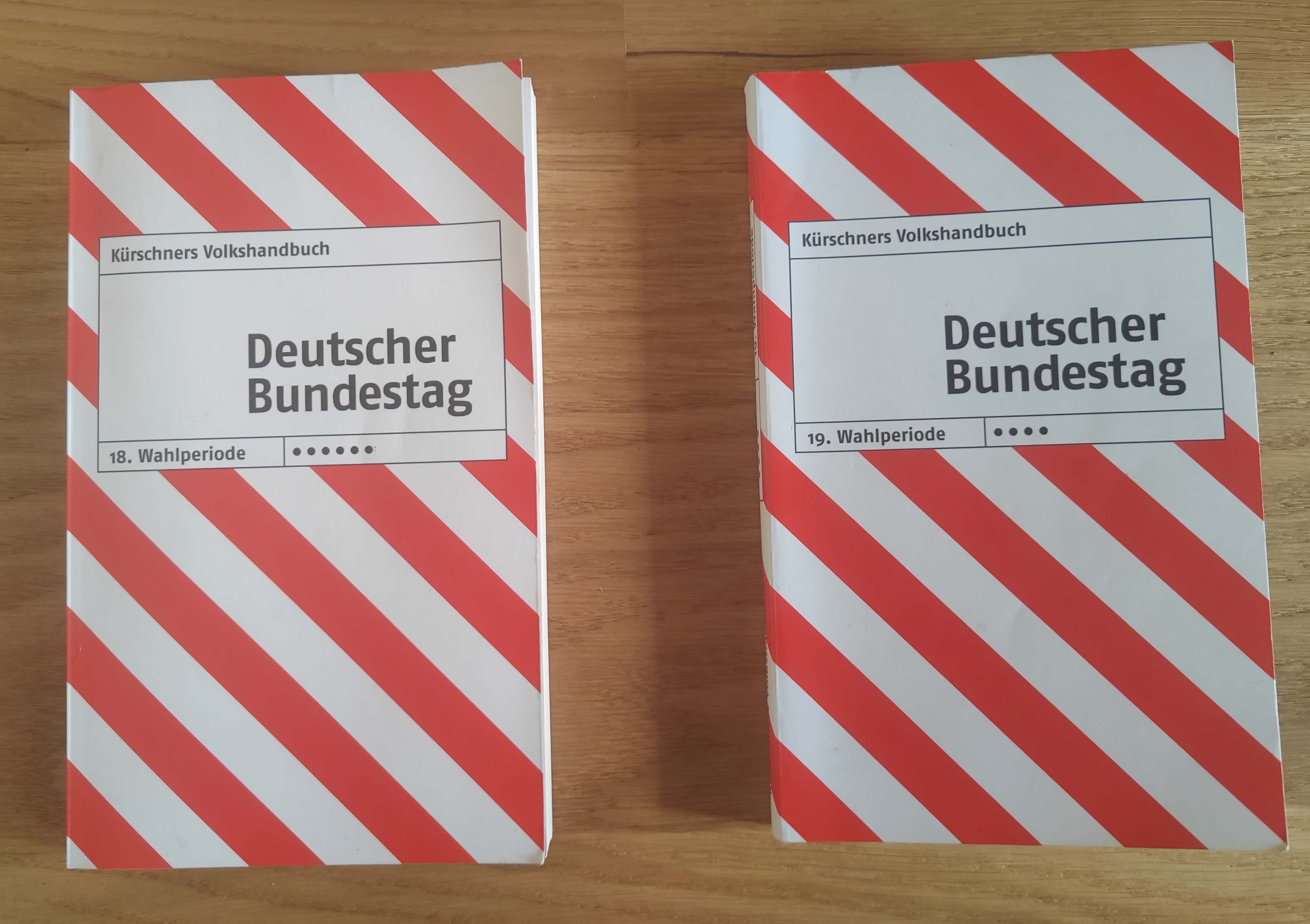
Kürschners Volkshandbuch für die 18. und 19. Wahlperiode

## Inhalt
Die Biografien werden nach direkter Abfrage bei den Abgeordneten geschrieben. Daneben enthält der Kürschner eine Darstellung der Arbeitsweise des Deutschen Bundestages, Wahlkreis- und Landesergebnisse, die Zusammensetzung des Deutschen Bundestages in Zahlen, die bisherigen Wahlperioden, Mandatsveränderungen, die Zusammensetzung des Präsidiums, des Ältestenrats, Schriftführer, die Zusammensetzung der Fraktionen, die Zusammensetzung der Ausschüsse, weitere Statistiken, Angaben zu Bundespräsident, Bundesregierung und Wehrbeauftragtem des Deutschen Bundestages sowie eine Auflistung der deutschen Mitglieder im Europäischen Parlament.
Der Verlag betreibt eine Website, auf der alle Informationen aus dem Kürschner zur Verfügung gestellt werden.

Kürschners Volkshandbuch – 10., 12., 14. und 16. Wahlperiode, sowie broschierter Vorabdruck der 17. Wahlperiode

## Geschichte
Der erste Kürschner wurde 1890 zur achten Wahlperiode des Deutschen Reichstags von Joseph Kürschner veröffentlicht. Das Handbuch war rot-weiß gestreift, hatte aber ein kleineres Format (4,8 × 7,4 cm). Ab 1896 erschien es im Verlag von Hermann Hillger, der später auch Herausgeber war. Auf die Ausgabe zur Reichstagswahl März 1933 folgte eine Pause während der Periode des Nationalsozialismus. Die erste Nachkriegsausgabe des Volkshandbuchs erschien 1953. Der Versand von kostenfreien Exemplaren erfolgt zurzeit (2023) über die IBRo Versandservice GmbH in Roggentin, eine Tochter der IBRo Funk und Marketing GmbH.
Seit 2014 gab und gibt es Kürschners Volkshandbuch auch für einige Landesparlamente.

## Aktuelle Ausgaben
- Taschenbuch: Kürschners Volkshandbuch: Deutscher Bundestag. www.btg-bestellservice.de. Deutscher Bundestag (mit Möglichkeit zum kostenlosen Herunterladen).
- Kürschners Volkshandbuch Deutscher Bundestag. 20. Wahlperiode, 2021–2025, 167. Auflage, Stand: 1. August 2024 (Memento vom 4. Dezember 2024 im Internet Archive; PDF)
- Kürschners Volkshandbuch Deutscher Bundestag. 20. Wahlperiode 2021–2025, 165. Auflage, Stand: 13. März 2024. ISBN 978-3-95879-192-3
- Kürschners Volkshandbuch Hessischer Landtag. 21. Wahlperiode 2024–2029, 1. Auflage, Stand: 7. März 2024. ISBN 978-3-95879-197-8
- Kürschners Volkshandbuch Landtag von Sachsen-Anhalt. 8. Wahlperiode 2021–2026, 1. Auflage, Stand: 30. Oktober 2021. ISBN 978-3-95879-146-6